# カイル・ノートン
カイル・ノートン（Kyle Naughton, 1988年11月17日 - ）は、イングランド・シェフィールド出身のサッカー選手。ポジションは右サイドバック。スウォンジー・シティAFC所属。

## 経歴

### クラブ
イングランドの工業都市であるシェフィールドで生まれ育ったノートンは、7歳から地元のクラブであるシェフィールド・ユナイテッドFCのアカデミーでキャリアをスタートさせた。長きに渡ってユース、リザーブチームで過ごし、2008年1月にグレトナFCにレンタル移籍した。その後はクラブに戻り、2008年9月20日のノリッジ・シティFC戦でリーグデビューを果たすと以降はコンスタントに出場を重ね、チームもフットボールリーグ・チャンピオンシップで3位に付けるなど好調なシーズンを過ごした。
2009年7月、シーズン開幕を前にシェフィールド・ユナイテッドのチームメイトであるカイル・ウォーカーと共にトッテナム・ホットスパーFCへ移籍することとなった。このシーズンには8月23日のウェストハム・ユナイテッドFC戦で終盤に途中出場しプレミアリーグデビューしている。2010年1月、チャンピオンシップ所属のミドルズブラFCに半年間のレンタルで移籍した。
続く2010-11シーズンは、再びチャンピオンシップのクラブであるレスター・シティFCへ、翌2011-12シーズンにはプレミアリーグのノリッジ・シティFCへのローンを経験するなど、長らく研鑽の日々を過ごした後トッテナムに復帰した。
2015年1月22日、移籍金500万ポンドでスウォンジー・シティAFCに完全移籍。

### 代表
2008年11月18日、U21チェコ代表との国際親善試合でU21イングランド代表の一員として出場し、以後9試合に出場した。